# Bourbourg
Bourbourg [buʁbuʁ] (ndl.: Broekburg) ist eine französische Kleinstadt mit 6958 Einwohnern (Stand 1. Januar 2022) im Département Nord in der Region Hauts-de-France. Sie gehört zum Arrondissement Dunkerque und zum Kanton Grande-Synthe.

## Geografie

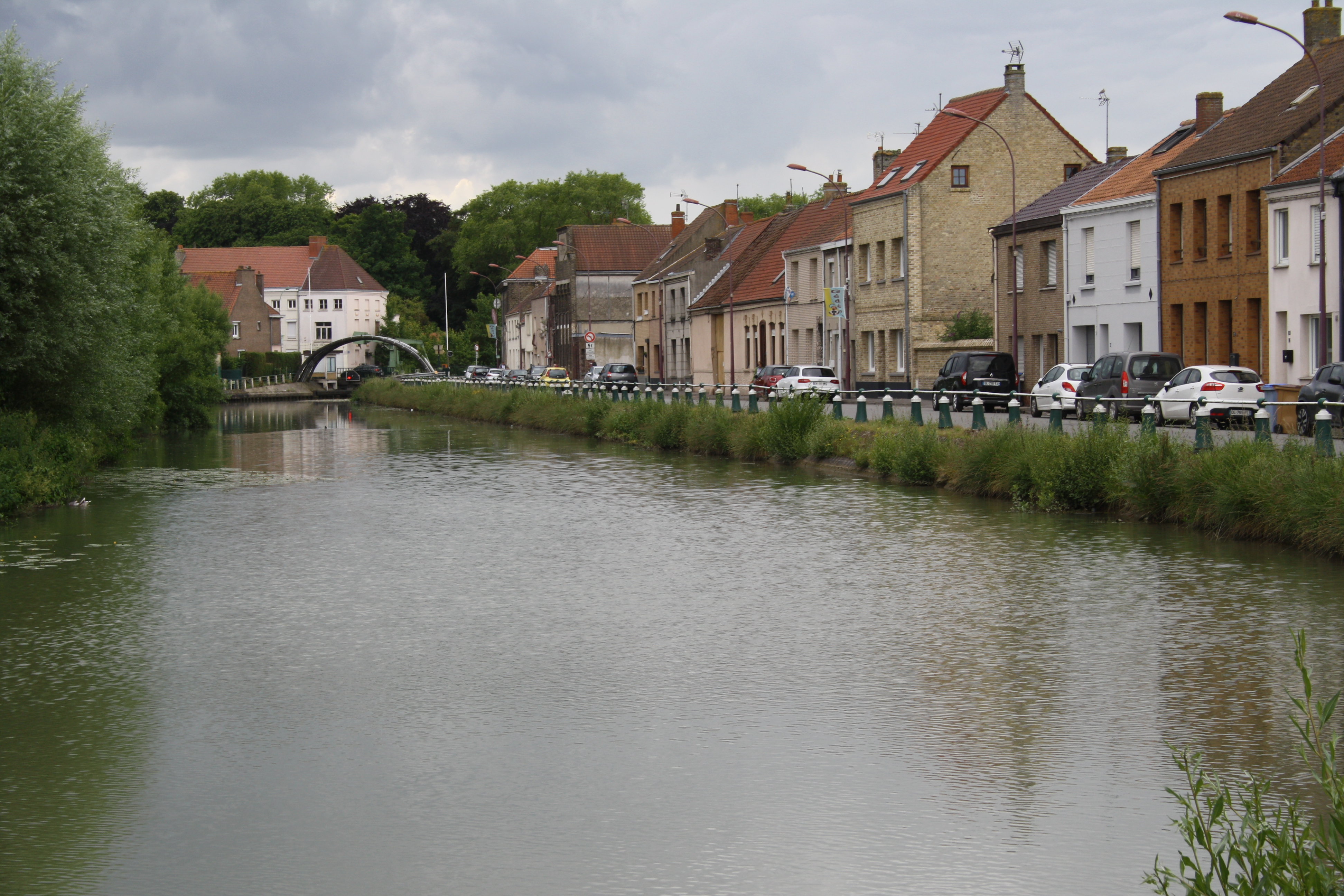
Der Canal de Bourbourg in Bourbourg

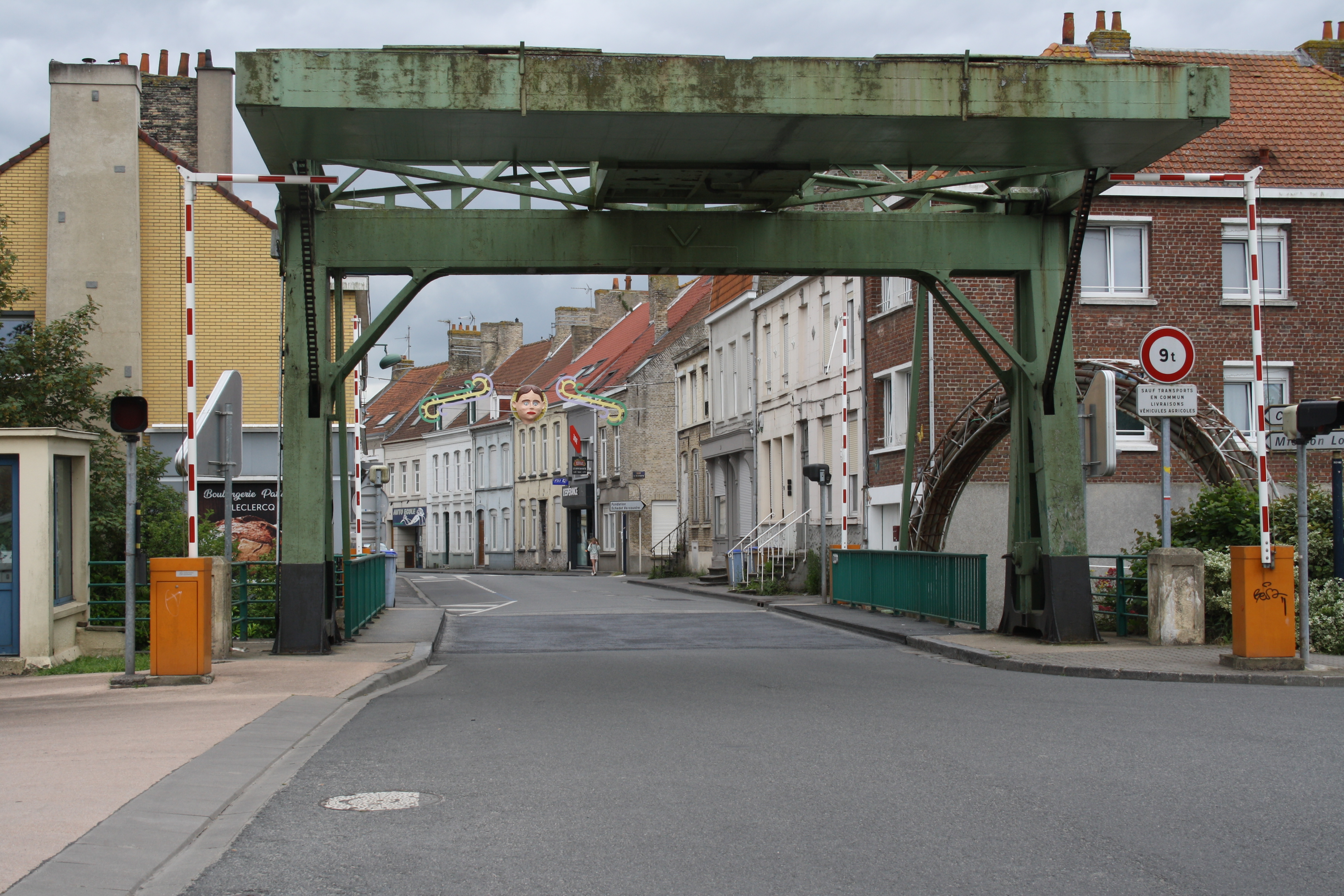
Klappbrücke über den Kanal

Die Stadt Bourbourg liegt im unmittelbar angrenzenden Hinterland der Ärmelkanal-Küstenorte Gravelines, Loon-Plage und Grande-Synthe, etwa 24 Kilometer östlich von Calais und zwölf Kilometer südwestlich von Dünkirchen. Das 38,5 km² umfassende Gebiet der Gemeinde Bourbourg, das vom Canal de Bourbourg und zahlreichen Grachten durchzogen wird, liegt nur ca. drei Meter über dem Meeresspiegel.

## Geschichte
Der Name stammt aus der flämischen Broec borg, d. h. Stadt im Sumpf (1035: Brucburgh, 1309: Brouborgh). Erste Spuren des Ortes finden sich im Kartular der Abtei Gent.
1790 wurde Bourbourg auf Verlangen der ländlicheren Bezirke in Bourbourg-Ville und Bourbourg-Campagne geteilt. Die Wiedervereinigung der beiden Gemeinden fand erst nach 1945 statt.

### Bevölkerungsentwicklung
| Jahr                       | 1962 | 1968 | 1975 | 1982 | 1990 | 1999 | 2011 | 2020 |
| Einwohner                  | 5868 | 6076 | 7292 | 7341 | 7106 | 6908 | 7032 | 7087 |
| Quellen: Cassini und INSEE |      |      |      |      |      |      |      |      |

## Sehenswürdigkeiten
- Kirche Saint-Jean-Baptiste, 13. Jahrhundert mit dem Reliquiar „La Châsse de Notre Dame de Bourbourg“ aus dem 15. Jahrhundert, als Monument historique unter Denkmalschutz
- Reste des städtischen Gefängnisses aus dem 17. Jahrhundert, (Monument historique)

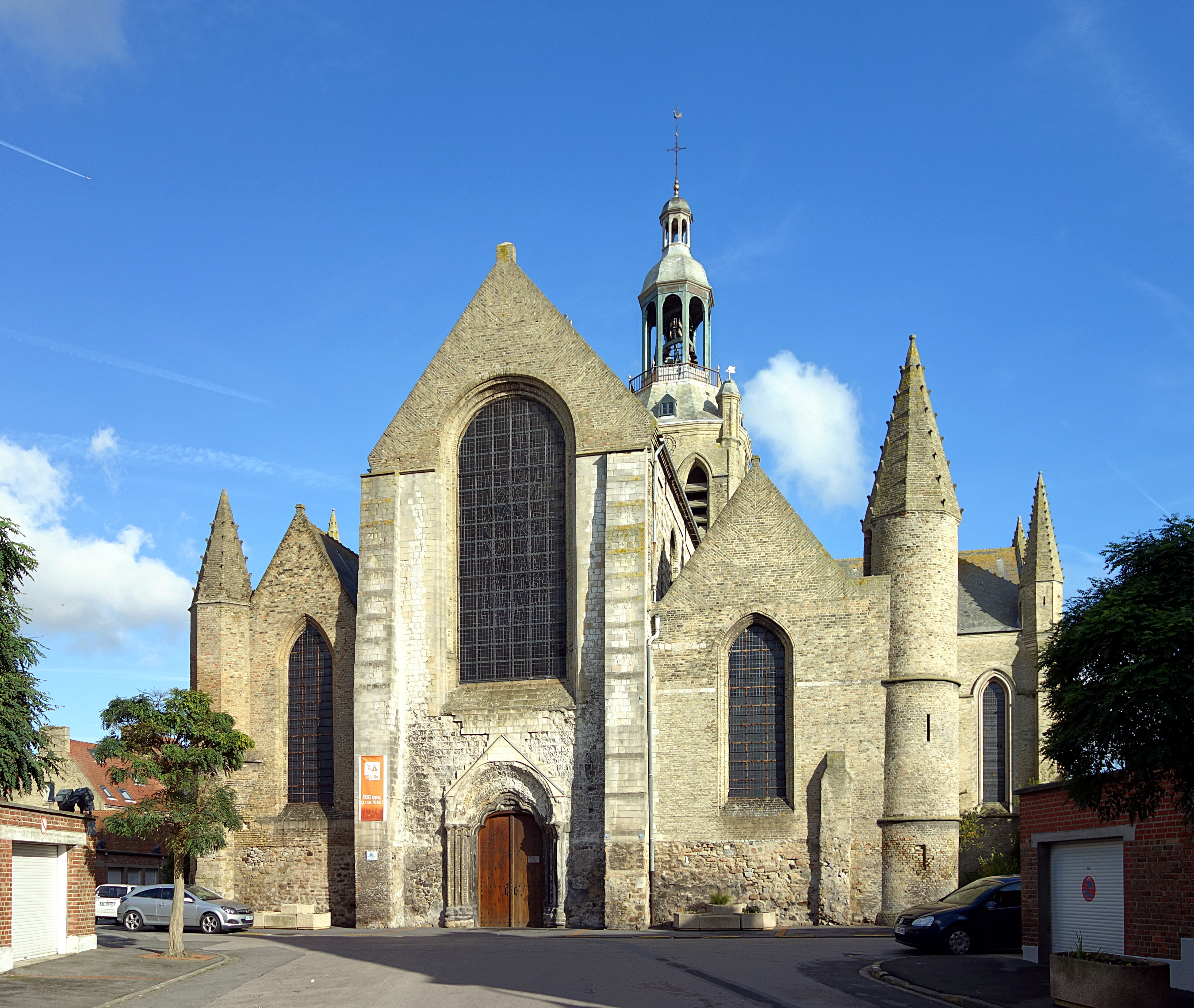
Kirche Saint-Jean-Baptiste
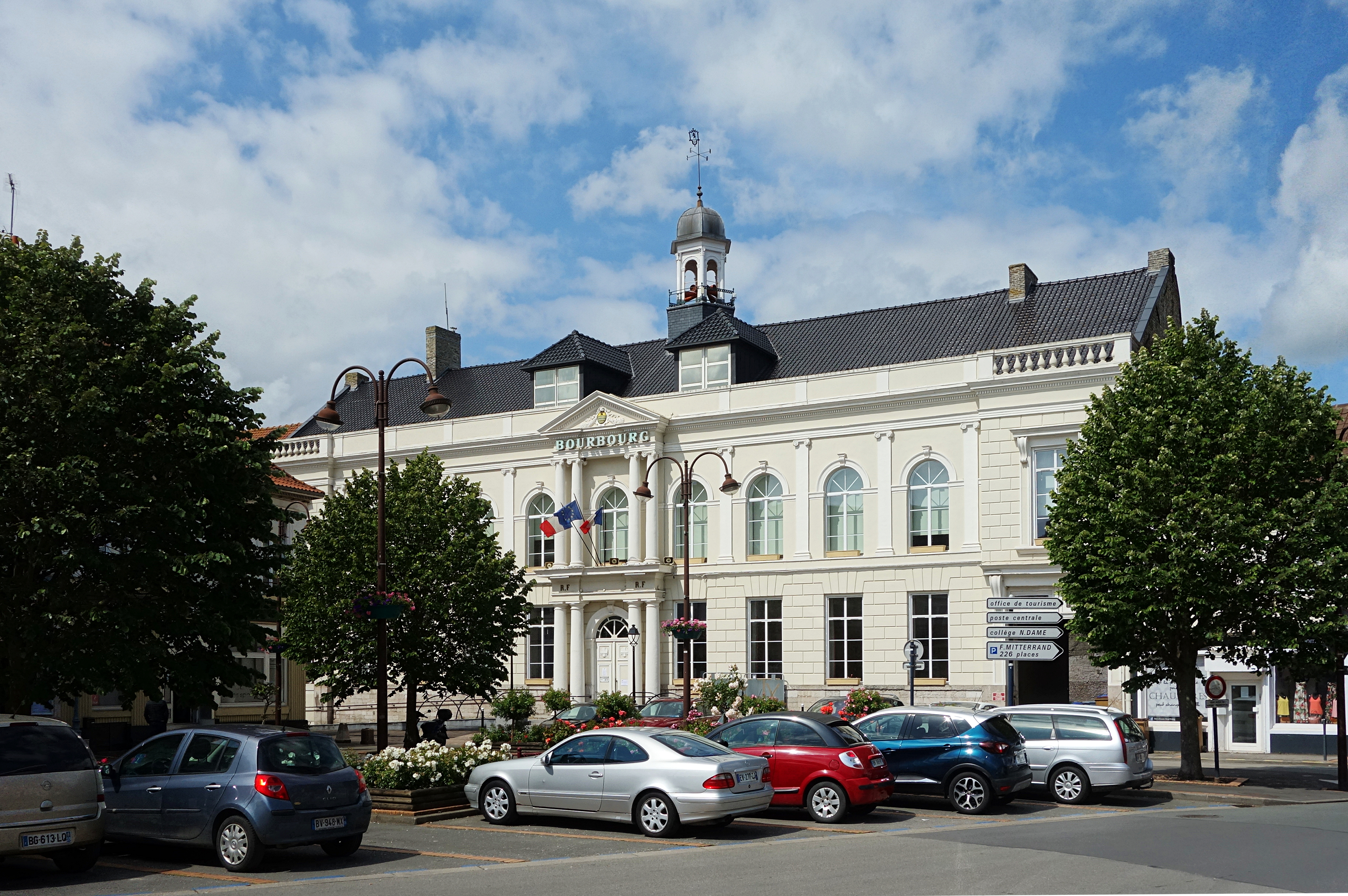
Mairie (Rathaus)
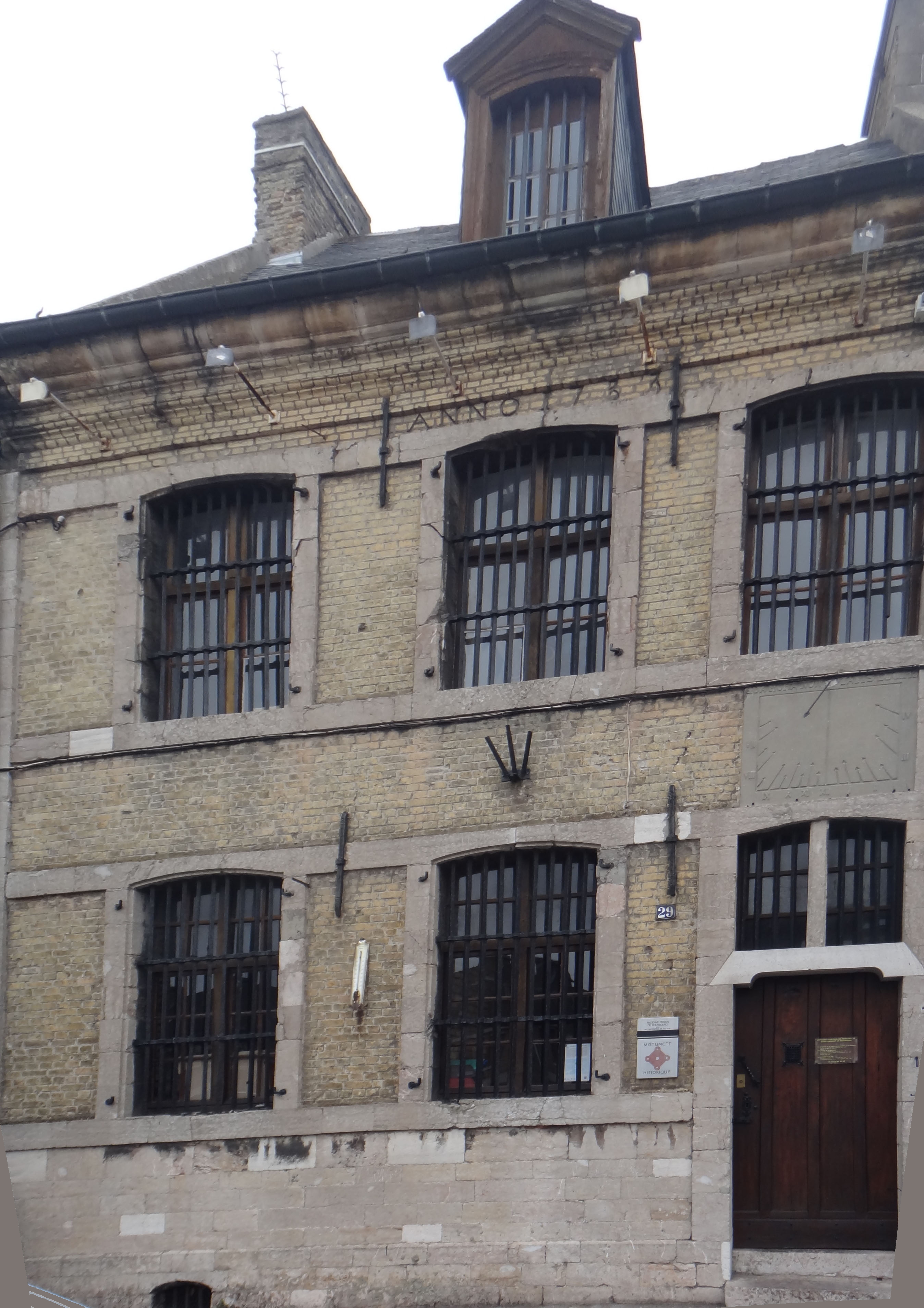
Ehemaliges Gefängnis
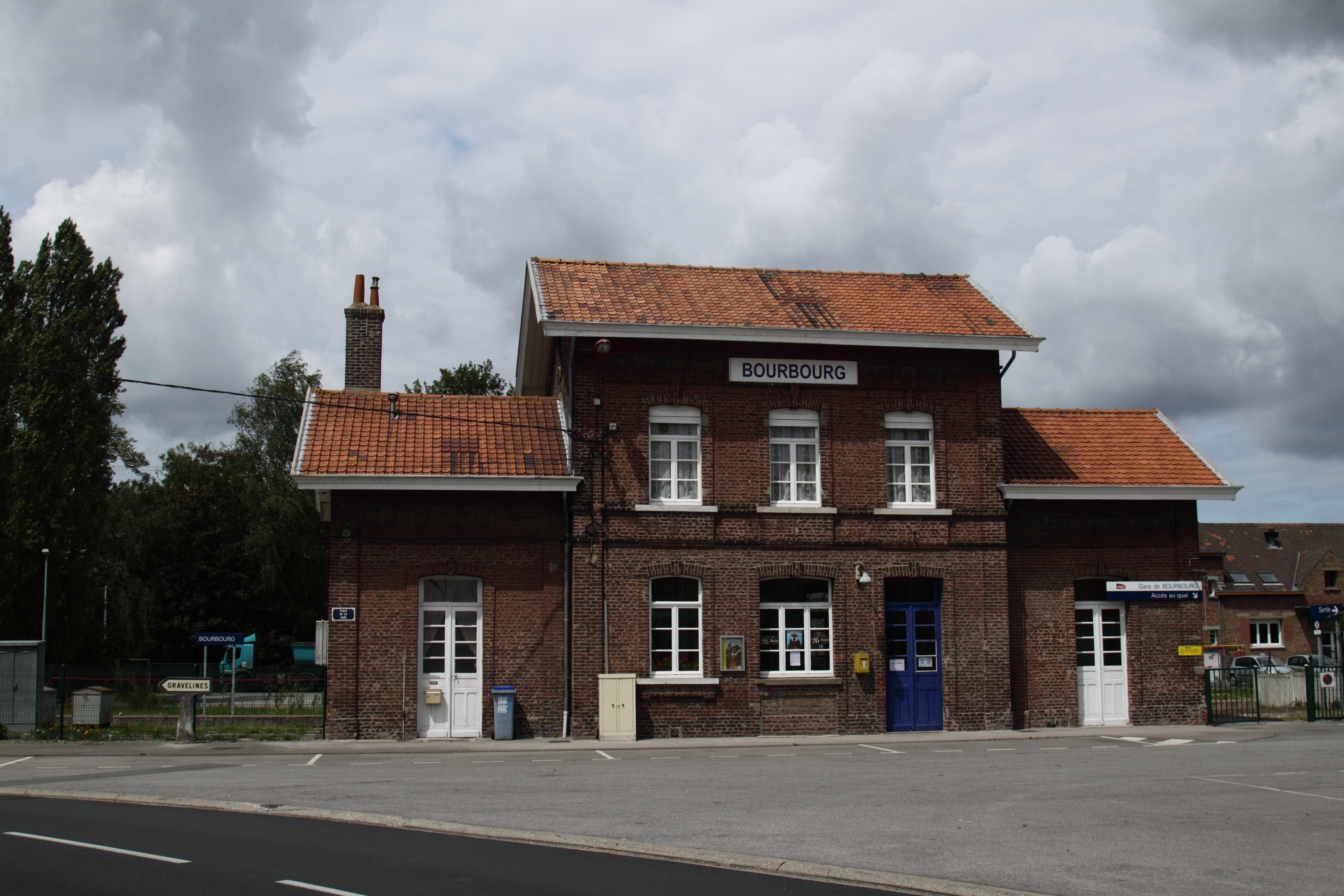
Bahnhof

## Persönlichkeiten
- Edmond de Coussemaker (1805–1876), Musikologe und Jurist, von 1874 bis 1876 Bürgermeister von Bourbourg
- Charles Étienne Brasseur de Bourbourg (1814–1874), Missionar und Archäologe